# Ривера, Альберт
Альбе́рт Риве́ра Ди́ас (кат. Albert Rivera Díaz; род. 15 ноября 1979, Барселона) — испанский политик и общественный деятель. Председатель партии «Граждане» с её основания по 11 ноября 2019 года.

## Биография
Альберт Ривера родился в Барселоне, его отец был каталонец, мать — уроженка Андалусии. По специальности — юрист, окончил Высшую школу администрации и управления предприятиями. Ещё в молодые годы увлёкся общественной деятельностью, сначала — в молодёжной организации «Новое поколение» от Народной партии. Позднее принял участие в создании самостоятельной Гражданской партии (Ciutadans) и стал её президентом. В составе этой партии Альберт Ривера приобрёл известность и популярность в Каталонии — как со знаком плюс, так и со знаком минус.

## Политическая деятельность
Альберт Ривера приобрёл известность как один из наиболее последовательных противников каталонского национализма и сепаратизма. Выступая как лидер Гражданской партии, Альберт Ривера исходит из тезиса, что Каталония двуязычна и оба её языка (испанский и каталанский) должны пользоваться равными правами, между тем, по его мнению, испаноязычное население в данный момент ущемляется по языковому признаку. Равным образом, Гражданская партия решительно выступает против идеи построения самостоятельного каталонского государства, настаивая, что Каталония — неотъемлемая часть Испании. Свои взгляды Ривера и участники Гражданской партии нередко выражают вызывающим и экстравагантным образом (например, появлением обнажёнными в центре Барселоны и т. д.). Подобная деятельность Риверы неоднократно вызывала ожесточённую критику и нападки каталонских националистов, вплоть до угроз физической расправы. Так, Жоан Лапорта, общественный деятель и президент футбольного клуба «Барселона», открыто симпатизирующий каталонскому сепаратизму, публично заявил в своей страничке на Facebook, что Ривере надо «вышибить мозги» («tir al clatell» — дословно «выстрелить в затылок»), а политический активист и рэпер Пабло Хасель в своей песне «Albert Primo de Rivera» назвал его «ещё одним орудием против рабочего класса» и сравнил с фашистским деятелем Хосе Антонио Примо де Риверой, одним из организаторов гражданской войны.
По результатам вторых за 2019 год парламентских выборов, состоявшихся 10 ноября, Альбер Ривера заявил о своём уходе из политики после 13 лет во главе партии «Граждане».